# Turó de l'Escobet
El Turó de l'Escobet és una muntanya de 1.519 metres que es troba al municipi d'Alins, a la comarca del Pallars Sobirà.